# Compasso de Espera
Compasso de Espera é um filme de drama produzido no Brasil, foi o único filme dirigido por Antunes Filho , um dos mais inovadores encenadores teatrais brasileiro. O filme trata da questão racial no Brasil pela ótica de um intelectual negro de classe media brasileiro, situado na São Paulo de 1969.O filme foi um marco importante para o cinema negro, ao debater o mito da democracia racial no Brasil. As filmagens iniciaram e finalizaram em 1969 porem o filme foi censurado sendo lançado apenas em 1973.

## Sinopse
Jorge (Zózimo Bulbul), jovem poeta negro, é amante de Ema (Elida Palmer), diretora de uma agência de publicidade em São Paulo. Numa reunião literária, ele conhece Cristina (Renée de Vielmond), branca de família aristocrática. Nasce uma simpatia entre ambos, e quando voltam a se encontrar são surpreendidos por Ema, que provoca uma discussão e o afastamento de Cristina. Angustiado, Jorge procura sua família, depois de meses de ausência, e é repreendido por abandonar sua origem humilde pela irmã Zefa (Léa Garcia). Encontra novamente Cristina e os dois buscam refúgio para seu amor nascente numa praia distante, onde são humilhados, com revolta e desaprovação pela diferença racial, por pescadores locais. Também a diretora da escola de Cristina e sua família fazem pressão sobre a jovem, e ela resolve partir para a Europa. Jorge abandonado e criticado pelos amigos negros sente-se perdido numa sociedade na qual não consegue se inserir, enquanto Ema insiste em procurá-lo.

## Elenco
| Atores            | Papeis     |
| ----------------- | ---------- |
| Zózimo Bulbul     | Jorge      |
| Renée de Vielmond | Cristina   |
| Elida Palmer      | Ema        |
| Léa Garcia        | Zefa       |
| Antônio Pitanga   | Assis      |
| Karin Rodrigues   | Ingrid     |
| Stênio Garcia     | Radar      |
| Cléa Simões       | Mãe        |
| Augusto Barone    | Dr. Macedo |
| Gaetano Gerardi   | Bonadel    |

Participações especias 
- Flávio Porto
- Dorothy Leiner

## Censura
As filmagens de Compasso de Espera ocorreram em 1969 e foram concluídas no início de 1970. Porém, o lançamento do filme sofreu um longo atraso devido à censura imposta pela ditadura militar brasileira (1964–1985), que via na obra um questionamento direto ao discurso até então oficial sobre a inexistência do racismo estrutural no país. Por esse motivo, a exibição pública só foi autorizada em 1973, quase quatro anos após a finalização das filmagens.
Ao ser submetido à Divisão de Censura de Diversões Públicas (DCDP), ligada ao Ministério da Justiça, Compasso de Espera foi proibido por supostamente incitar tensões raciais. Os censores afirmaram que o filme criava uma imagem negativa do Brasil ao sugerir a existência de preconceito racial, contrariando os ideais defendidos pelo governo militar. Essa repressão estava em sintonia com a política cultural do regime, que evitava qualquer crítica ao nacionalismo e à ordem social vigente, especialmente durante os anos de maior endurecimento institucional após o Ato Institucional nº 5, de 1968.
Após uma longa batalha, e com o apoio de críticos, jornalistas e intelectuais da oposição, como membros do jornal O Pasquim e do ex-deputado Afonso Arinos, o filme obteve autorização para ser exibido de forma restrita em 1973. Sua estreia não ocorreu em salas comerciais tradicionais, mas sim em circuitos alternativos, como cineclubes e mostras independentes. Uma das primeiras exibições conhecidas aconteceu no Cinema Um, no Rio de Janeiro, e na Casa França-Brasil, em sessão voltada a estudantes e militantes culturais. A exibição comercial se deu em 1975 no Cine Marachá, em São Paulo, onde foi exibido apenas por cinco dias, devido a recusa das grandes distribuidores a exibir um filme preto e branco.

## Legado
Uma década após o lançamento de Compasso de Espera Zózimo Bulbul comentou sobre a experiência de realizar o filme:
Este filme surgiu da discussão que o cinema no Brasil está nas mãos do branco; de que pouquíssimos negros conseguem dinheiro para dirigir ou produzir alguma coisa. Antunes então, pegou essa bandeira [...] Meu personagem é o negro que entra para a universidade e, na medida em que vai se intelectualizando, perde contato com a sua base, entra num processo de branqueamento. Esta é a questão principal do filme: ele frequenta o meio branco, trabalha, é paternalizado e se acomoda. O envolvimento afetivo com a estudante branca despertará todos os tipos de rejeições que se manifestam no final com alto grau de violência. Só a partir dai o personagem toma consciência do racismo existente e da impossibilidade do envolvimento com uma branca.
A criação de Compasso de espera foi influenciada pelos estudos das relações étnico-raciais feitas por Florestan Fernandes e Roger Bastide nos anos 1950, que se contrapunham as teses de outros sociólogos que negavam a existência de um racismo no Brasil.O diretor Antunes Filho, situa sobre o debate e desafios em torno da realização do filme
É o único filme brasileiro que tenta, de maneira acertada ou não, colocar em questão o negro de verdade, sem fazer folclore. (...). Eu enfrentei essa questão que é violenta. Entrei num vespeiro de contradições. Entendeu? E arrisquei. Mas eu tinha alguma identidade com o negro, como artista, e apostei nisso. E nisso o Zózimo foi um grande apoio, no sentido de eu me sentir escorado, de ir em frente com o propósito de fazer o filme. É realmente perigoso. (...). Eu sou branco, vou fazer um filme de negro.  
Compasso de Espera foi um dos primeiros filmes no Brasil a evitar estereótipos na representação do corpo negro, tanto em comparação com a chamada Era de Ouro dos estúdios quanto com representações alegóricas do Cinema Novo. Para a criação e idealização do filme Antunes Filho se aproximou de intelectuais e atores negros, se aproximando de suas discussões e experiências, de quem vivenciam o racismo.O lançamento tardio e silencioso do filme é interpretado como reflexo da censura institucional à produção cinematográfica engajada do período. Em contraponto a partir dos anos, Compasso de Espera passou a ser valorizado por sua relevância histórica e estética, sendo incluído em mostras de cinema político e reexibido por instituições como a Casa França-Brasil, em 2019.
O filme desempenhou um papel importante para o consolidamento do cinema negro brasileiro. Além de retratar, de forma então incomum, um intelectual negro de classe média, o filme influenciou diretamente a realização do curta-metragem Alma no Olho, que foi roteirizado e dirigido por Zózimo, que utiliza restos de negativos de Compasso de Espera.

## Prêmios
- Prêmio Governador do Estado de São Paulo, SP, de Melhor argumento para Antunes Filho.
- Prêmio Air France, 1975, RJ, de Melhor diretor.
- Prêmio Adicional de Qualidade, 1973 - INC.
- Melhor Argumento (Antunes Filho) e Revelação de Atriz (Renée de Vielmond,) - Associação Paulista dos Críticos de Arte APCA, 1975